# Rodzina infanta don Luisa
Rodzina infanta don Luisa lub Portret rodziny infanta don Luisa (hiszp. La familia del infante don Luis de Borbón) – obraz olejny hiszpańskiego malarza Francisca Goi (1746–1828). Obraz znajduje się w kolekcji Fundacji Magnani-Rocca w Parmie we Włoszech.

## Historia rodziny
Obraz przedstawia rodzinę i niewielką świtę Ludwika Antoniego Burbona (infanta don Luisa), brata Karola III, w jego posiadłości poza Madrytem. Infant popadł w niełaskę i został wydalony z madryckiego dworu, kiedy porzucił planowaną dla niego karierę duchownego i ożenił się z dużo młodszą aragońską hrabianką, Marią Teresą de Vallabriga y Rozas. Jego żona nie miała królewskiego rodowodu, dlatego małżeństwo uznano za morganatyczne, a infant utracił liczne przywileje. Rodzina zamieszkała w Arenas de San Pedro, gdzie na zaproszenie infanta dwukrotnie odwiedził ich Goya, aby namalować kilka portretów. 

## Analiza
Goya przedstawił infanta Ludwika Antoniego otoczonego przez rodzinę, służbę i gości. Na obrazie widać w sumie 14 osób, które artysta namalował z dbałością o szczegóły. Scena rozgrywa się wokół infanta układającego pasjans na stole pokrytym zielonym suknem. Obok niego siedzi młoda żona, w nieoficjalnym, domowym stroju, a służący układa jej włosy. Na twarzach obu małżonków maluje się spokój świadczący o wzajemnym zrozumieniu i szczęśliwym małżeństwie. Widoczna jest również duża różnica wieku (32 lata), która nie została przedstawiona w złośliwy sposób. Za infantem stoi dwoje jego dzieci: Ludwik Maria w niebieskim ubranku i Maria Teresa oraz dwie służące niosące drobne przedmioty. Po prawej stronie niańka trzyma w ramionach najmłodszą córkę infanta, Marię Ludwikę. Uśmiechający się mężczyzna w opasce (lub bandażu) na głowie to Francisco del Campo, minister hrabiego. Ostatni mężczyzna po prawej stronie to prawdopodobnie włoski kompozytor Luigi Boccherini.
Obraz cechuje surowy obiektywizm, Goya nie ukrywa wieku przedstawionych postaci, obnaża ich niedoskonałości, ale ich nie wyolbrzymia. Dzieci jak zwykle przedstawia z niezwykłą subtelnością i czułością.
Po lewej stronie, na wzór Panien dworskich Velazqueza, Goya umieścił samego siebie przy sztalugach, w cieniu infanta. Jego pracy z zaciekawieniem przygląda się mała Maria Teresa. Wybór kompozycji również nawiązuje do obrazu Velazqueza – zamiast oficjalnego portretu Goya wybrał scenę z codziennego życia rodziny infanta. Sposób w jaki przedstawił ciemne wnętrze rozjaśnione delikatnym, ciepłym światłem świecy sugeruje wpływ dzieł Rembrandta, chociaż nie wszyscy krytycy się z tym zgadzają. Fakt, że artysta był świadkiem tak intymnej, rodzinnej sceny świadczy o zażyłych stosunkach pomiędzy nim a rodziną infanta.

## Historia obrazu
Przygotowując się do namalowania tego złożonego portretu o znacznych rozmiarach Goya stworzył osobne portrety m.in. dwa małe olejne szkice Portret infanta Ludwika Antoniego i Portret Marii Teresy de Vallabriga oraz większe portrety starszych dzieci Portret Marii Teresy Burbon y Vallabriga i Portret Ludwika Marii Burbona y Vallabriga. 
Obraz stał się sławny w madryckich kręgach – przygotowując tak złożone dzieło Goya liczył na sukces, dlatego również umieścił na płótnie samego siebie. Hrabia de Penafiel zamówił u Goi obraz przedstawiający uczestników polowania prosząc aby artysta namalował go na wzór portretu rodziny infanta.
Za ten portret zbiorowy oraz Portret konny Marii Teresy de Vallabriga (tego ostatniego zachował się jedynie olejny szkic) Goya otrzymał 30 000 reali. Infant i jego żona podarowali również drogą suknię i wiele innych prezentów żonie artysty, która na życzenie Marii Teresy przybyła do Arenas de San Pedro latem 1784 roku razem z Goyą. Infant mianował także jednego z braci Goi (Camila) kapelanem w swojej rezydencji w Chinchón. Ludwik Antoni, który nie cieszył się dobrym zdrowiem zmarł w 1785 roku; dla Goi oznaczało to utratę cennego zleceniodawcy i mecenasa.